# Libris XL
Libris XL (eller XL, marknadsfört som LibrisXL) är ett katalogiseringssystem byggt med öppen länkad data. Det är tänkt som avlösare till det gamla, MARC21-baserade Librissystemet.

## Funktioner
XL är den tekniska plattformen för den nationella svenska bibliotekskatalogen Libris. Den är baserad på Bibframe-formatet, en samlad vokabulär, KBV (KB Vokabulär) och öppnade, länkade data. Detta gör att informationen kan förstås av resten av webben, med möjlighet till nya vägar in i bibliotekens samlingar.

### Nerladdning
Till skillnad från andra öppna länkade datamängder i den länkade semantiska webben gick det i oktober 2021 inte att ladda ner LibrisXL i sin helhet som en dump.

### Licens
Någon licens för datan har inte angetts på KB:s sidor där systemet beskrivs.